# 나드루비아인

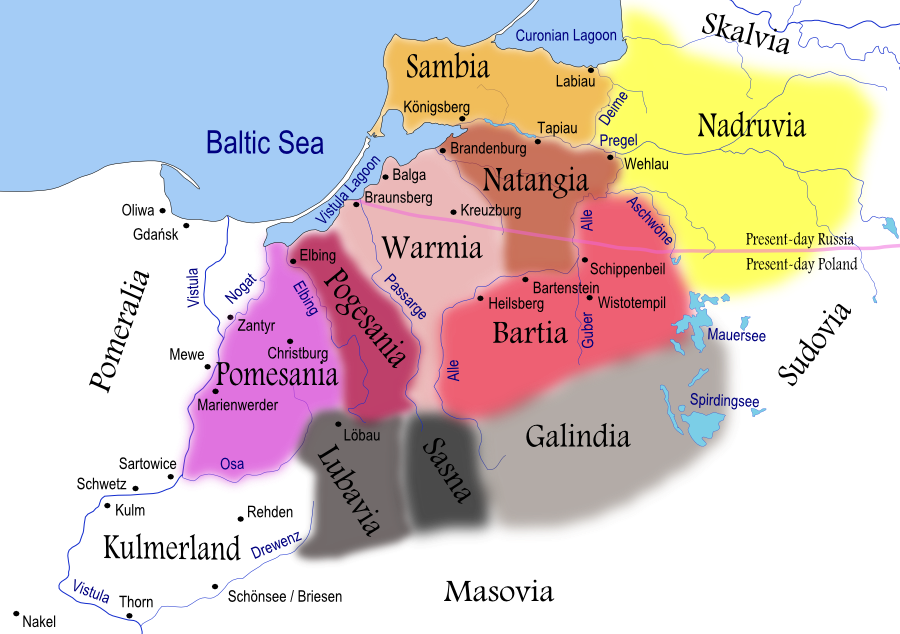
13세기 동안 나드루바인과 다른 프러시아 일족

나드루바인은 지금은 멸족된 프로이센 씨족 중 하나이다. 그들은 나드루비아에 살았다. ( Nadruva , Nadrowite, Nadrovia, Nadrauen, Nadravia, Nadrow, Nadra)는 프로이센 최북단의 큰 영토이다.
그들은 스칼비안스를 네만 (네무나스)강에서 북쪽으로, 수도비안에서 동쪽으로, 그리고 다른 프로이센 부족들과 남쪽과 서쪽으로 경계를 잡았다. 씨족에 대한 대부분의 정보는 Peter von Dusburg가 기록한 것이다.